# النماذج البعدية لاضطرابات الشخصية
في علم أمراض الشخصية، وضعت النماذج البُعدية لاضطرابات الشخصية (المعروفة أيضًا بالمنهج البُعدي لاضطرابات الشخصية، والتصنيف البُعدي، والتقييمات البُعدية) تصورًا لاضطرابات الشخصية بكونها تختلف من الناحية الكمية وليس نوعيًا عن الشخصية العادية. وأنها تتألف من مستويات متطرفة وغير متكيفة من (مميزات) خصائص شخصية معينة (توصف هذه الخصائص عادةً بأنها جوانب ضمن العوامل أو السمات الشخصية الأوسع). في سياق علم نفس الشخصية، يشير «البعد» إلى سلسلة متصلة يمكن للفرد فيها أن يكون له مستويات مختلفة من الخاصية، على عكس المنهج الفئوي ثنائي التفرع التي يمتلك فيه الفرد أو لا يمتلك الخاصية. تبعًا للنماذج البُعدية، تُصنَّف اضطرابات الشخصية وفقًا لأي الخصائص يُعبَّر عنها على أي المستويات. هذا يتناقض مع النماذج الفئوية التقليدية للتصنيف، والتي تستند إلى الوجود أو عدم الوجود البوليني (المنطقي) للأعراض ولا تأخذ في الاعتبار مستويات التعبير عن الخاصية أو وجود بُعد مستبطن (كامن).
كانت الطريقة التي يجب بها بناء هذه الأبعاد التشخيصية قيد النقاش، لا سيما في الفترة التي سبقت نشر الدليل التشخيصي والإحصائي للاضطرابات النفسية الطبعة الخامسة (دي إس إم -5). فوضع عدد من النماذج البعدية، المتباينة في الطريقة التي كُونت بها والطريقة التي قصد تفسيرها بها. هناك أربعة أنواع عريضة (شاملة) من التمثيل البعدي، رغم وجود أنواع أخرى أيضًا:
1. التمثيل البُعدي للفئات الأساسية لاضطرابات الشخصية في الدليل التشخيصي والإحصائي للاضطرابات النفسية (دي إس إم)؛
2. التمثيل البُعدي القائم على تحديد الصفات الكامنة للاضطرابات في الدليل التشخيصي والإحصائي للاضطرابات النفسية (دي إس إم)؛
3. التمثيل البُعدي القائم على السمات من بحوث الشخصية الطبيعية؛
4. التمثيل القائم على تكامل الأوجه البُعدية، على سبيل المثال باستخدام تحليل الشبكة.

يُدرج المنهج البُعدي في القسم الثالث «الإجراءات والنماذج الناشئة» من الطبعة الخامسة للدليل التشخيصي والإحصائي للاضطرابات النفسية (دي إس إم -5)، حيث يوصف بأنه «نموذج بديل دي إس إم لاضطرابات الشخصية»: ص. 761-781. كان قرار الإبقاء على النموذج الفئوي القديم (دي إس إم-4) لاضطرابات الشخصية في (دي إس إم -5) مثيرًا للجدل، وتتواصل الجهود لإقناع الجمعية الأمريكية للطب النفسي باستبداله بالنموذج البُعدي في دي إس إم .5.1.

## الاستخدام
قُصِد من الأوجه البُعدية تمثيل ماهية مبحث أعراض اضطراب الشخصية وفقًا لطيف، عوضًا عن الطريقة ثنائية التفرع. ونتيجة لذلك استُخدمت بثلاث طرق رئيسية؛ أولًا محاولة وضع تشخيصات سريرية أكثر دقة، وثانيًا تطوير علاجات أكثر فعالية، وثالثًا تحديد المسببات الكامنة للاضطرابات.

### التشخيص السريري (الإكلينيكي)
غالبًا ما تُنتقد «قائمة المراجعة» للأعراض المستخدمة حاليًا بسبب نقص الأدلة التجريبية وعدم قدرتها على تمييز المشكلات المتعلقة بالشخصية التي لا تندرج ضمن بنيات اضطراب الشخصية الحالية أو معايير ال (دي إس إم). كما انتُقدت لأنها تقود إلى تشخيصات غير مستقرة بمرور الوقت، ولأن لديها ضعف توافقية الإحالة التبادلية، ونسبة عالية للمراضة المشتركة مما يشير إلى أنها لا تعكس اضطرابات متمايزة. على النقيض من ذلك، أظهر المنهج البعدي أنه يتنبأ بمعايير التشخيص الحالية ويمثلها، بل ويضيف إليها أيضًا. وقد دُفع بأنه مفيد بشكل خاص في تفسير المراضة المشتركة التي غالبًا ما تكون مرتفعة بين المرضى المشخصين باضطرابات الشخصية. نشأ عن هذه الادعاءات، أن تتضمن الطبعة الخامسة من الدليل التشخيصي والإحصائي للاضطرابات النفسية (دي إس إم -5) منهجًا فئويًا- بُعديًا مشتركًا لتشخيص الاضطرابات الشخصية استنادًا إلى الدرجة التي يظهر بها الشخص مستويات مرتفعة من خصائص شخصية معينة. برغم أن إحدى المشكلات في استخدام المنهج البعدي للتشخيص هي تعيين الحدود الفاصلة المناسبة لمعرفة من ينتمي إلى فئة الأشخاص المتطلبين للعلاج، وهذا جزئيًا سبب تضمين التشخيصات الفئوية والبُعدية.
نظرًا لأن النموذج الفئوي يستخدم على نطاق واسع في الممارسة السريرية ولديه مجموعة كبيرة من الأبحاث تدعمه، فيكون استخدامه الشائع مقنعًا للأشخاص العاديين عند حكمهم على مصداقية الرأي المهني. لذلك، غالبًا ما يُنتقد المنهج البعدي كذلك لصعوبة تفسيره وعدم تيسره. ولكنه يستخدم على نطاق واسع في بعض الأوساط المهنية كمنهج متبع، على سبيل المثال من قبل علماء النفس الشرعيين.

### فعالية العلاج
استخدام آخر مُقترَح للمنهج البُعدي هو أنه يمكن أن يساعد الأطباء في وضع خطط العلاج وتقييم الآليات الأخرى المساهمة في صعوبة لعب المريض لأدواره في السياقات الاجتماعية، أو الشخصية، أو المهنية. يمكن للمنهج أن يحسن العلاج بطريقتين. أولًا، يمكنه تمكين وضع خطط رعاية أكثر تخصيصًا للأفراد استنادًا إلى خصائصهم المتكيفة وغير المتكيفة. ثانيًا، هذا يعني أنه يمكن أخذ الأعراض المتعلقة التي لا تعتبر غير متكيفة في الاعتبار عند وضع وتقييم العلاج الطبي والعلاجي العام.

### تحديد المسببات
تُجُنبت محاولات تقديم وصف لمسببات لاضطرابات الشخصية بسبب تأثير ال (دي إس إم) ومبادئه في بحوث الطب النفسي (راجع قسم التاريخ). تبحث بعض التقنيات رغم ذلك في السببيات (الأسباب) المحتملة المترابطة بين أعراض اضطرابات الشخصية والتأثيرات الأوسع نطاقًا التي تتضمن جوانب الشخصية الطبيعية (راجع قسم المناهج المتكاملة).

## التاريخ

### التطوير الأولي للنموذج الفئوي
يمكن فهم اعتماد المنهج الفئوي لاضطرابات الشخصية جزئيًا بالنظر إلى المبادئ الأخلاقية للطب النفسي. أدى مبدأ «عدم الإضرار» إلى الافتراضات الكريبلينية حول الاضطراب النفسي والتأكيد على أنظمة التصنيف المستندة إلى أسس تجريبية والتي لم تكن منحازة بنظريات غير مؤكدة (غير مدعومة بأدلة كافية) حول المسببات.  فوضِعت قائمة مراجعة تصنيفية تستند إلى الملاحظات التجريبية بدلًا من الافتراضات النظرية المعرضة للتحيز. وكانت فئويةً وتراتبية (متسلسلة هرميًا)، حيث كان تشخيص الاضطراب يعتمد على وجود فئات أرقام العتبة (عادةً خمسة) من عدد كليّ (من سبعة إلى تسعة). نُظمت الاضطرابات في ثلاث مجموعات، وُجِدت فقط لجعل تذكر الاضطرابات أسهل بربطها بأخرى لها أعراض مشابهة، وليس استنادًا إلى أي نظرية عن ترابطها.

### المشاكل الناشئة في النموذج الفئوي
أُنشِأ النموذج البُعدي لمواجهة أوجه القصور في هذا النموذج الفئوي القياسي. كانت التوقعات (المستقاة) من المنهج الكريبليني أنه مع زيادة البحوث المنهجية في مجال الصحة النفسية؛ ستُضبط الفئات التشخيصية وتُطور العلاجات الموثوقة المستهدفة. لكنّ هذا المنهج الاختزالي في التصنيف التشخيصي أدى إلى اضطرابات مع نسب مراضة مشتركة عالية، وعدم استقرارٍ في مسار الحياة، وضعف فعالية العلاج، وضعف الاتفاق التشخيصي. بالإضافة لذلك، أدت النتائج المستخلصة من بحوث الباثولوجيا النفسية إلى تزايد عدد الأدلة التي تشير إلى وجود تداخلات بين الشخصية الطبيعية وغير المتكيفة وتشابكًا (ترابطًا) بين الاضطرابات. كما دُعمت هذه النتائج بالدراسات الجينية والنمائية التي كانت تشير باستمرار إلى المزيد من التشابك (الترابط) يمكن أن تقدمه الفئات التشخيصية آنذاك. أدت هذه النتائج المتناقضة باستمرار، مع التحول الناجح إلى المنهج المتسلسل بدلًا من الفئوي في مجالاتٍ أخرى من البحث، مثل اضطراب طيف التوحد (إيه إس دي)، إلى النظر في مناهج بديلة.